# Taghzout (El Oued)
Taghzout è un comune dell'Algeria, situato nella provincia di El Oued.